# Cruzeiro Futebol Clube (São Paulo)
O Cruzeiro Futebol Clube é um clube social e esportivo fundado no dia 3 de setembro de 1914 no município de Cruzeiro, interior do estado de São Paulo. As suas cores são o verde e o branco. A agremiação foi ativo no futebol profissional entre os anos de 1977 e 1987, sendo campeão Paulista da Quinta Divisão (atualmente extinta), em 1978, e da Terceira Divisão (atual Série A3), em 1981.

## História
O clube surgiu após a mobilização de vários esportistas do município que lançaram a proposta de fundação de uma agremiação social e de prática do futebol. No dia 3 de setembro de 1914, uma reunião definiu a fundação da agremiação. Alguns defenderam a ideia de colocar o nome do novo clube de Bela Vista, em homenagem a uma fazenda de mesmo nome, e com cores azul e branca. Ao final, foi decidido que o clube se chamaria "Cruzeiro Foot-Ball Club" e teria as cores branca e verde. A oficialização do estatuto social aconteceu no dia 23 de setembro, com a eleição de Maurício da Rocha Sobrinho como primeiro presidente do clube.
O primeiro campo de futebol foi construído em um terreno de propriedade de Eloy de Paula, localizada na Rua Campos Salles, em 1916. Mas em 1920, o proprietário solicitou a desocupação da área pelo clube. Para resolver o problema, um dos associados do clube, Virgílio Antunes, propôs a utilização de um terreno de propriedade da família de sua esposa, Celestina Novaes, como nova sede esportiva. Diante da condição de que novos associados fossem angariados, foi construído uma nova praça esportiva, que recebeu o nome de Rosalina Novaes, mãe de Celestina. A inauguração aconteceu no dia 24 de outubro de 1920.
O campo recebeu diversas partidas das formações amadoras do Cruzeiro Futebol Clube nas décadas de 20, 30 e 40. Porém, em 1948, o local foi desapropriado pela Prefeitura de Cruzeiro. Com isso, as dificuldades para a prática do futebol aumentaram. Entretanto, as conquistas foram alcançadas. Em 1921, conquistou o título da primeira edição da Taça Cidade de Cruzeiro. A agremiação também foi uma das maiores vencedores da região. Pela Liga de Futebol Norte do Estado de São Paulo conquistou o título de 1939. Na etapa regional do Campeonato Amador do Interior, levantou o troféu em 1946 e 1950.
Em 1952, o Cruzeiro parou com a equipe de futebol, mantendo apenas as atividades da sede social. Mas em meados da década de 60, o clube reativou o futebol e participou de várias competições amadores municipais.

## Profissionalismo
O Cruzeiro seguiu com as disputas em campeonatos locais nos anos seguintes, com rivalidade a outros clubes locais, como Fabriva, ligada a Fábrica Nacional de Vagões e Frigorífico Atlético Clube, que surgiu com ligação ao Frigorífico Cruzeiro. Entretanto, o encerramento do time de futebol pela primeira empresa e a desativação do segundo clube devido ao fechamento da empresa, reduziu o apelo no futebol local.
Porém, em 1975, um convite feito pelo Esporte Clube Taubaté para que a agremiação disputasse uma competição regional, o "Torneio Integração do Vale", fez surgir apoio de esportistas de outros clubes locais para que o Cruzeiro fosse o representante do município. O time cruzeirense teve uma boa participação naquele ano e em 1976.
Com boa aceitação popular, o Cruzeiro se interessou em ingressar no futebol profissional. Em 1977, o clube se filiou a Federação Paulista de Futebol e participou do Campeonato Paulista da Terceira Divisão (na época, representava o quinto nível do futebol estadual). Com atletas locais, o "Papagaio do Vale" não conseguiu classificação à Segunda Divisão.
No ano seguinte, foi montada uma equipe com vários atletas com experiência no futebol do interior paulista. Na primeira fase, fez grande campanha e terminou em primeiro lugar, com 10 vitórias, cinco empates e uma derrota. Na fase final, conseguiu sete vitórias, três empates e duas derrotas. A vitória por 2 x 1 sobre o Macêdo, no dia 10 de dezembro, garantiu o título da Terceira Divisão pela primeira vez.
Em 1979, o Cruzeiro disputou a Segunda Divisão (equivalente à Quarta Divisão) e fez ótima campanha. Na fase decisiva, terminou em terceiro lugar, atrás do Fernandópolis e do Jaboticabal.
Entretanto, voltou a disputar a Terceira Divisão Estadual em 1980. O motivo foi uma ampla reformulação realizada pela Federação Paulista nas divisões de acesso do futebol estadual após a extinção da Divisão Intermediária (atual Série A2). Mesmo com o "rebaixamento", mostrou bom desempenho e chegou a fase decisiva, mas ficou atrás do Lemense e Tanabi, sem ascender à Segunda Divisão.
Mas em 1981 o clube alcançou o objetivo e novamente foi campeão da Terceira Divisão. Em três fases, conquistou 26 vitórias, teve 13 empates e sofreu 5 derrotas. O jogo que selou a conquista aconteceu no dia 6 de dezembro, em Cruzeiro: vitória por 4 x 0 sobre o Guaçuano.
Com a conquista, garantiu a participação na principal divisão de acesso do futebol estadual em 1982. Entretanto, realizou somente participações medianas na competição, sem ter disputado efetivamente uma vaga para a elite do Campeonato Paulista. A última participação na Segundona aconteceu em 1987.
No início de 1988, o presidente Domingos Antonio Pereira Creado, recém-eleito para a função, determinou a desativação do departamento de futebol profissional para destinar o foco da administração do clube para a área social. Foi o fim da participação do Cruzeiro Futebol Clube nos gramados do futebol paulista.

## Hino
O hino do Cruzeiro Futebol Clube foi idealizado por Sérgio Valério, ao ser escolhido em um concurso realizado pela Rádio Mantiqueira de Cruzeiro no dia 7 de novembro de 1985. Não há registros musicais.
Hino do Cruzeiro
O papagaio vai entrando no gramado 

Arte, força, vibração 

Cruzeiro do meu coração 

bola para frente com muita raça 

que essa taça nós vamos levar. 

Bola para frente com muita raça,
que essa taça nós vamos levar.
Salve o Cruzeiro, o campeão...

Salve Cruzeiro, nosso Verdão...

Salve o Cruzeiro, onde estiver, iremos nós...

A nossa voz um coro forte da torcida que unida,
não crê em má sorte te leva a lutar.

## Rivalidade
O Cruzeiro teve na sua cidade-natal um grande rival: o Frigorífico, que teve duas participações no Campeonato Paulista, em 1957 e 1958. Durante anos, este clássico disputado por dois alvi-verdes movimentou o futebol de Cruzeiro.
Outra rivalidade foi com o Aparecida, clube com o qual disputou várias partidas importantes pelas divisões de acesso do Campeonato Paulista.

## Participações em Estaduais
O Cruzeiro participou de 11 edições do Campeonato Paulista em diferentes divisões:
- Segunda Divisão (atual A2) — 1982, 1983, 1984, 1985, 1986 e 1987 - 6 vezes
- Terceira Divisão (atual A3) — 1980 e 1981 - 2 vezes
- Quarta Divisão (atual Série B) — 1979 - 1 vez
- Quinta Divisão (extinta) — 1978 - 1 vez
- Seletiva para Quarta Divisão — 1977 - 1 vez [6]

## Títulos

### Estaduais
| Estadual  | Estadual                                     | Estadual | Estadual                |
|           | Competição                                   | Títulos  | Temporadas              |
| --------- | -------------------------------------------- | -------- | ----------------------- |
| São Paulo | Campeonato Paulista - Série A3               | 1        | 1981                    |
| São Paulo | Campeonato Paulista - Segunda Divisão        | 1        | 1978                    |
| Regional  |                                              |          |                         |
|           | Competição                                   | Títulos  | Temporadas              |
|           | Liga de Futebol Norte do Estado de São Paulo | 4        | 1939, 1944, 1946 e 1950 |

## Reativação
Entre 2012 e 2013, representantes da Prefeitura de Cruzeiro levantaram a possibilidade de reativação do futebol profissional do Cruzeiro. Segundo o secretário de Esportes da administração municipal, Alexandre de Góes Pereira, clubes foram contactados para representar a agremiação no Campeonato Paulista de Futebol - Segunda Divisão de 2013. Entretanto, as negociações não evoluíram e a proposta não teve sucesso. E o clube até os dias de hoje encontra-se inativo.